# Mas Aymerich
El Mas Aymerich és una obra amb elements neoclàssics i romàntics de Santa Cristina d'Aro (Baix Empordà) inclosa a l'Inventari del Patrimoni Arquitectònic de Catalunya.

## Descripció
Habitatge d'estructura complexa, amb planta baixa i dos pisos. Destaca l'existència d'un mirador a la primera planta amb arcs d'obra. Les cobertes, fetes amb teula, són a dues vessants i el carener és disposat paral·lel a la façana principal. Totes les obertures són de pedra i allindades, a excepció de les portes de la planta baixa que són d'arc adovellat. Al primer pis totes les obertures són balcons.
La casa disposa d'un gran nombre d'habitacions distribuïdes al voltant d'una sala central. L'interior és decorat amb pintures.